# Histoire de la Catalogne pendant la Seconde Guerre mondiale
Lorsque, en 1939, la Seconde Guerre mondiale éclate en Europe, la Catalogne fait partie de l'État espagnol dirigé par le caudillo Francisco Franco, qui déclare l'Espagne neutre dans le conflit. Le pays est dévasté par la guerre civile espagnole récemment terminée, entraînant la défaite de la deuxième République espagnole et la création de l'État espagnol, et la Catalogne, qui était une région autonome sous le gouvernement républicain (1931-1939) perd la totalité de son autonomie lorsque l'armée nationaliste occupe la région.
Cependant, malgré la neutralité de l'Espagne pendant la Seconde Guerre mondiale, le conflit touche le territoire catalan et ses habitants vivant en dehors, ainsi que ses institutions en exil, à des degrés divers.

## Prélude
La terre industrialisée de Catalogne en Espagne devient autonome peu de temps après la proclamation de la Deuxième République espagnole (14 avril 1931). Il établit son propre gouvernement, la Generalitat de Catalunya, et reçoit un statut d'autonomie en 1932. Le Parlement et le gouvernement de Catalogne sont dominés par la Gauche républicaine de Catalogne (ERC) après sa première élection en novembre 1932. Sous la présidence de Francesc Macià (1931-1933) et de son successeur Lluís Companys (1933-1940), tous deux membres de l'ERC, la Generalitat tente de mettre en œuvre un programme social avancé, malgré les difficultés internes. Cette période est marquée par les troubles politiques, les effets de la crise économique et ses répercussions sociales.
Quant au mouvement ouvrier, le syndicat anarchiste CNT (le plus grand de Catalogne à l'époque) avait été actif tout au long de la période, réalisant des manifestations, des grèves générales et quelques proclamations du communisme libertaire, tandis que les partis marxistes s'unissaient progressivement avec la formation du Parti des travailleurs de l'unification marxiste (espagnol : Partido Obrero de Unificación Marxista, POUM) en septembre 1935 et le Parti socialiste unifié de Catalogne pro-soviétique (catalan : Partit Socialista Unificat de Catalunya, PSUC) en juillet 1936.
La défaite de la rébellion militaire contre le gouvernement républicain à Barcelone place la Catalogne fermement dans le camp républicain de la guerre civile espagnole. Pendant la guerre, deux pouvoirs rivaux subsistent en Catalogne : le pouvoir de jure de la Generalitat et le pouvoir de facto des milices populaires armées. De violents affrontements entre les partis ouvriers (CNT-FAI et POUM contre PSUC) culminent dans la défaite des premiers en 1937. La situation s'est résolue progressivement en faveur de la Generalitat, mais en même temps celle-ci perdait partiellement son pouvoir autonome au sein de l'Espagne républicaine. En 1938, les troupes nationalistes brisent le territoire républicain en deux, isolant la Catalogne du reste de la République. La défaite de l'armée républicaine à la bataille de l'Èbre conduit en 1938 et 1939 à la défaite finale des forces républicaines catalanes lors de l'offensive de Catalogne, qui ont aboli l'autonomie catalane et l'ont amenée en Espagne proprement dite.

## Exils
Après la chute de Barcelone, le 26 janvier 1939, les gouvernements républicains catalan et espagnol marchent vers le nord et, peu de temps après la chute de Gérone, ils franchissent la frontière française ; le président de Catalogne, Lluís Companys la traverse le 5 février, aux côtés de milliers de réfugiés tentant d'échapper à l'avancée nationaliste. La Generalitat de Catalunya commence l'exil avec de nombreux problèmes, parmi lesquels le manque de ressources économiques et les conflits entre les secteurs du nationalisme catalan. La Gauche républicaine de Catalogne, le parti politique le plus important à l'époque républicaine, perd nombre de ses militants pendant la guerre et la répression franquiste, et sa structure institutionnelle disparaît quasiment.
En raison de ces problèmes, Companys, établi désormais à Paris, échoue à constituer un gouvernement catalan en exil. Le Parlement ne pouvant pas se réunir, la présidence est la seule représentation effective de la Generalitat ; Companys décide donc de créer le Conseil National de Catalogne . Ce devait être un organe représentatif national en exil, formé par cinq cinq personnalités culturelles, sous la présidence de Pompeu Fabra.

## Présence de l'Axe en Catalogne
Avant la guerre d'Espagne, la Catalogne suscite un certain intérêt de l'Italie et du Troisième Reich. Après l'établissement de l'autonomie gouvernementale catalane en 1931, le consulat italien à Barcelone intensifie ses activités afin d'explorer la possibilité de créer un mouvement fasciste en Catalogne à partir du nationalisme catalan, car l'Italie fasciste considère la République espagnole comme une rivale pour son hégémonie autour de la Méditerranée. Cependant, l'approche du nationalisme catalan échoue, tandis que le gouvernement italien montre plus d'intérêt pour la Phalange et les éléments complotistes de l'armée espagnole. Les bombardiers italiens ont aidé la faction nationaliste pendant la guerre civile à bombarder Barcelone et d'autres lieux catalans.
Barcelone était la résidence d'une colonie allemande pertinente dans les années 1930.
Lors de sa visite en Espagne, le chef SS Heinrich Himmler visite Barcelone et le monastère de Montserrat entre le 23 et le 24 octobre 1940. Il est reçu par le général Orgaz (chef de l'armée espagnole en Catalogne) et les autres autorités de la ville.

## Participation catalane du côté des Alliés

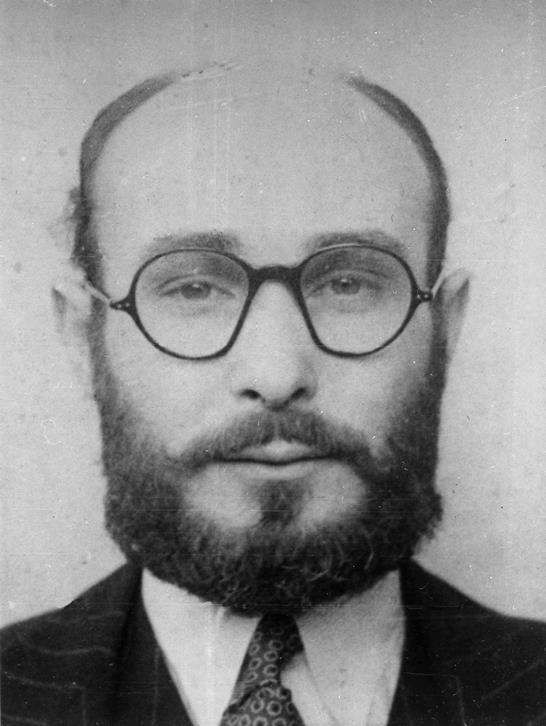
Joan Pujol, surnommé « Garbo ».

Le docteur Josep Trueta, exilé au Royaume-Uni, aide à organiser les services médicaux d'urgence. Il dénonça la situation de la Catalogne dans l'Espagne franquiste, et écrivit L'Esprit de Catalogne, un livre expliquant l'histoire catalane à la société anglophone.
Des Catalans ont également rejoint le front de l'Est en combattant au côté des Soviétiques. Le militant du PSUC Sebastià Piera a combattu à Moscou, Leningrad, Stalingrad et le Caucase, et a effectué des actions de commando derrière les lignes allemandes.
En 1944, l'agent double catalan Joan Pujol Garcia (nom de code « Garbo » par les Britanniques) a joué un rôle clé dans le succès de l'opération Fortitude, opération destinée à tromper les Allemands sur le moment et le lieu de l'invasion de la Normandie en 1944. Les fausses informations que Pujol a fournies aux Allemands ont aidé à les persuader que l'attaque principale se passerait dans le Pas de Calais, ceux-ci y massant alors de grandes forces avant l'invasion supposée. Les Allemands ne le démasqueront jamais et il sera décoré de la croix de fer en juillet 1944. En tant que « Garbo », il reçoit la médaille de l'Ordre de l'Empire britannique du roi George VI, le 25 novembre 1944 ; devenant l'une des rares personnes à avoir reçu des distinctions militaires à la fois des alliés et de l'Axe.

## Résistance
En 1944, alors que la libération de la France de l'occupation allemande bat son plein, le Parti communiste espagnol promet l'Operación Reconquista, consistant en l'invasion du Val d'Aran, dans le nord-ouest de la Catalogne, comme première étape pour vaincre l'État espagnol. Le maquis prend le contrôle de plusieurs villages de la vallée jusqu'au 27 octobre 1944 mais est contraint de se replier en France après l'envoi de renfort par Franco, chargés de défendre Vielha, la capitale aranaise.

## Personnalités de laRésistance
- Mució Miquel (1902-1945)[9];
- Conrad Miret i Musté (1906-1942);
- Josep Miret i Musté (1907-1944);
- Anna Maria Martínez Sagi (1907-2000);
- Teresa Carbó i Comas (1908-2010);
- Manuel Bergès i Arderiu (1910-1942)[10];
- Neus Català (1915-2019);
- Adela Carreras Taurà (1916-1999);
- Sara Berenguer (1919-2010);
- Pepita Carnicer (1920-2011);
- Conchita Grangé-Ramos (1925-2019)[11].